# Internet Security Policy
Internet Security Policy è l'acronimo usato per descrivere le attuali politiche atte a favorire la sicurezza del sistema internet. Con politiche si intende l'insieme di accorgimenti procedurali, siano essi inseriti in un quadro legislativo o consuetudinale, che hanno lo scopo di permettere il sicuro utilizzo, in questo caso, della rete.

## Caratteristiche e scopi
Tra le politiche intraprese dalla comunità cibernetica, grande importanza rivestono i cosiddetti Standard di sicurezza informatica, che sono metodologie che permettono alle organizzazioni di attuare tecniche di sicurezza finalizzate a minimizzare la quantità e la pericolosità delle minacce alla sicurezza informatica.
L'obbiettivo principale della sicurezza è quello di garantire, riducendo i rischi, un adeguato grado di protezione dei beni o dati, che possono essere password, database o altro,  mediante l'attuazione di un progetto di sicurezza globale che tenga conto di tutti gli aspetti del problema fino a giungere ad un livello di protezione sia organizzativo sia informatico che possa essere monitorato nel tempo.

## La protezione della navigazione su internet
Gli strumenti più utilizzati sono un Firewall e un Antivirus. Se per antivirus s'intende un programma che monitorizzi l'attacco di possibili, appunto, virus, con Firewall intendiamo una specie di filtro che non permette a dati non riconosciuti come "genuini" (quindi che non abbiano una sorta di certificazione o garanzia del loro contenuto) di entrare nel nostro sistema.
A tal proposito ogni volta che accediamo ad un sito, che contenga magari dei controlli dinamici (come possono essere degli script in JavaScript, PHP,...) o vogliamo scaricare un determinato tipo di file, è opportuno che facciamo attenzione noi stessi sull'attendibilità del sito o file che vogliamo visualizzare. Di regola un buon sito dovrebbe esporre i propri certificati di sicurezza (pensare ai loghini che certificano il "pagamento sicuro" nei siti dove è possibile acquistare on-line), mentre i file o script dovrebbero essere anche loro certificati.
Se, per esempio, uno script non certificato cerca di interagire col nostro sistema, solitamente il firewall ci avvisa del suo possibile scopo maligno: sta naturalmente a noi assumere il rischio di continuare ad utilizzare tale script.

## E-mail
Anche nell'uso dell'e-mail bisogna prestare attenzione. La nostra posta potrebbe infatti essere osservata da terze parti, o ancora potremmo ricevere il cosiddetto spam, o virus.
Anche in questo caso esistono modi di proteggere, o almeno certificare, la nostra posta. La crittografia è stato il primo passo atto a tale scopo, un altro passo è invece la firma digitale, che garantisce al destinatario che il mittente del messaggio sia autentico.
Anche qui esistono poi programmi o funzioni, spesso incluse nei client di posta più usati, che monitorano l'invio di spam, riconoscendolo attraverso speciali algoritmi.
Ancora un buon antivirus può riconoscere il tentativo di un virus di nascondersi dietro una e-mail.
Una buona politica, o meglio dire consuetudine, sarebbe quella di non inviare (e non aprire se non si è certi della provenienza del messaggio) e-mail in formato HTML, e di esplicitare se la missiva contiene un allegato.
Ci sono poi altre accortezze, come non utilizzare lo stesso nome dell'e-mail uguale a quello usato per il login, riguarda ogni tanto le vecchie mail ricevute ed inviate e cancellare le superflue, eccetera.

## Incident Report
Ogni volta che il nostro computer o la nostra connessione va in crash durante una sessione in internet sarebbe opportuno denunciare il fatto attraverso dei report, spesso automatici e inclusi nei principali browser ma anche nei client di posta, in modo che il produttore del programma possa osservare e cercare di correggere il problema che potrebbe riguardare non solo un bug interno del programma ma anche una mancata difesa nei confronti di un attacco informatico o di uno script maligno.

## Software Copyright
Un altro buon utilizzo di internet è quello di utilizzare solo software per il quale si ha la licenza. Spesso infatti, nei software pirata, che si possono liberamente scaricare da internet, possono nascondersi minacce informatiche, o ancora, nel tentativo di "crackare" il programma, possono essere state disabilitate delle funzioni di sicurezza del programma.

## Dati personali
Sempre più spesso, quando accediamo ad un sito, o ad un forum o altro, ci viene richiesta una registrazione.
Questo è senza dubbio positivo, ma bisogna fare attenzione ad alcuni aspetti: prima cosa non divulgare (ovviamente) i nostri dati di accesso per la rete, quindi di non salvare nei moduli del browser i nostri parametri, accertandoci di cancellare i cookie, le password salvate e i moduli di ricerca una volta che chiudiamo la nostra sessione; quest'ultimo dovrebbe essere fatto sempre con molto riguardo ad ogni qualvolta che utilizziamo un computer che non sia il nostro personale.
Altro aspetto in cui fare attenzione e poi la registrazione vera e propria, nella maggior parte dei siti non serve praticamente mai dare altri dati che non siano il nostro username e la password per accedervi. Diffidate quindi di dare ulteriori informazioni come indirizzo, recapito telefonico, eccetera, a meno che non si è sicuri dello scopo del sito in questione.
Anche l'e-mail non sarebbe obbligatorio chiederla, richiesta nella maggior parte dei siti; infatti ogni volta che lasciamo la nostra mail per la registrazione essa viene spesso usata per essere inserita in archivi di altre aziende con lo scopo di inviarci materiale pubblicitario e altro, contribuendo così al fenomeno dello spam.